# Sugdidi
Sugdidi (georgisk ზუგდიდი zugdidi) er en by i den nordvestlige del af den vestgeorgiske provins Mingrelien (Samegrelo) med ca. 42.998 indbyggere (2014). Byen ligger ved floden Inguri, og den tjener som centrum for regionen Mingrelien-Zemo Svaneti.
I Sugdidi bor der mange flygtninge fra borgerkrigen mod Abkhasien.
I de tidligere mingrelske Dadiani-fyrsters palads ligger byens museum for historie og etnografi, hvor mange genstande forbundet med Napoleon og hans feltherre Joachim Murat er udstillede, bl.a. Napoleons dødsmaske. Dette skyldes, at Dadiani-fyrsterne var beslægtede med Napoleon.
I Djvari nær Sugdidi ligger Georgiens største vandkraftværk med en 272 m høj dæmning.

## Eksterne links
- Dadiani-museet i Sugdidi (på engelsk)

- Wikimedia Commons har flere filer relateret til Sugdidi